# ضفدع الثور
ضفدع الثور أو الضفدع الثور الأمريكي (الاسم العلمي: Rana catesbeiana) (بالإنجليزية: bullfrog)‏ هو نوع من البرمائيات يتبع جنس الضفدع الحقيقي من فصيلة الضفادع الحقيقية.
وهو ضفدع يعيش في المسطحات المائية والمستنقعات والبرك والبحيرات الدائمة والأكبر حجمًا، حيث يُوجد عادةً على حافة المسطح المائي. وفي الليالي المطيرة، تنتقل لضفادع الثور الأمريكية، فضلاً عن العديد من البرمائيات الأخرى، إلى البر، ويُمكن مشاهدتها في عدد من طرق المدينة.
وتعيش الضفادع الثور الأمريكية لفترة أطول في الطقس الدافئ. وقد انتشرت تلك الضفادع على نطاقٍ واسعٍ في أمريكا الشمالية (انظر خريطة الانتشار). ولا يتضمن الانتشار الأولي الذي حددته طبيعة المناطق الغربية البعيدة التي تتواجد فيها تلك الضفادع في الوقت الحالي.

## الوصف
تنمو هذه الضفادع بمعدل يتراوح من 3.6 إلي 6 إنش (9.1 إلي 15 سم) تقريبًا بالنسبة لطول الجسم (على الرغم من وجود سجلات لبعض الضفادع التي وصل طولها إلى 8.0 بوصة (20 سـم))، كما أن الأرجل تضيف طولاً آخر إلى الضفدع يتراوح من 7 إلي 10 إنش (18 إلي 25 سم). ويزيد وزن الضفادع الثور الأمريكية بمتوسط 5 إلي 175 غ (0.18 إلي 6.2 أونصة) في الأشهر الثمانية الأولى من حياتها. ويُمكن أن يصل وزن الضفادع الثور الأمريكية الكبيرة مكتملة النمو إلى 500 غ (1.1 رطل)، وقد تحدث استثناءات في الوزن ليبلغ 800 غ (1.8 رطل).
وتكون جمجمة الضفدع الثور مُثقوبة؛ وتمتلك الإناث طَبْل (طبلة الأذن) بحجم يعادل حجم أعينها. بينما يكون طَبْل الذكور أكبر حجمًا من أعينها.

## علم البيئة والسلوك

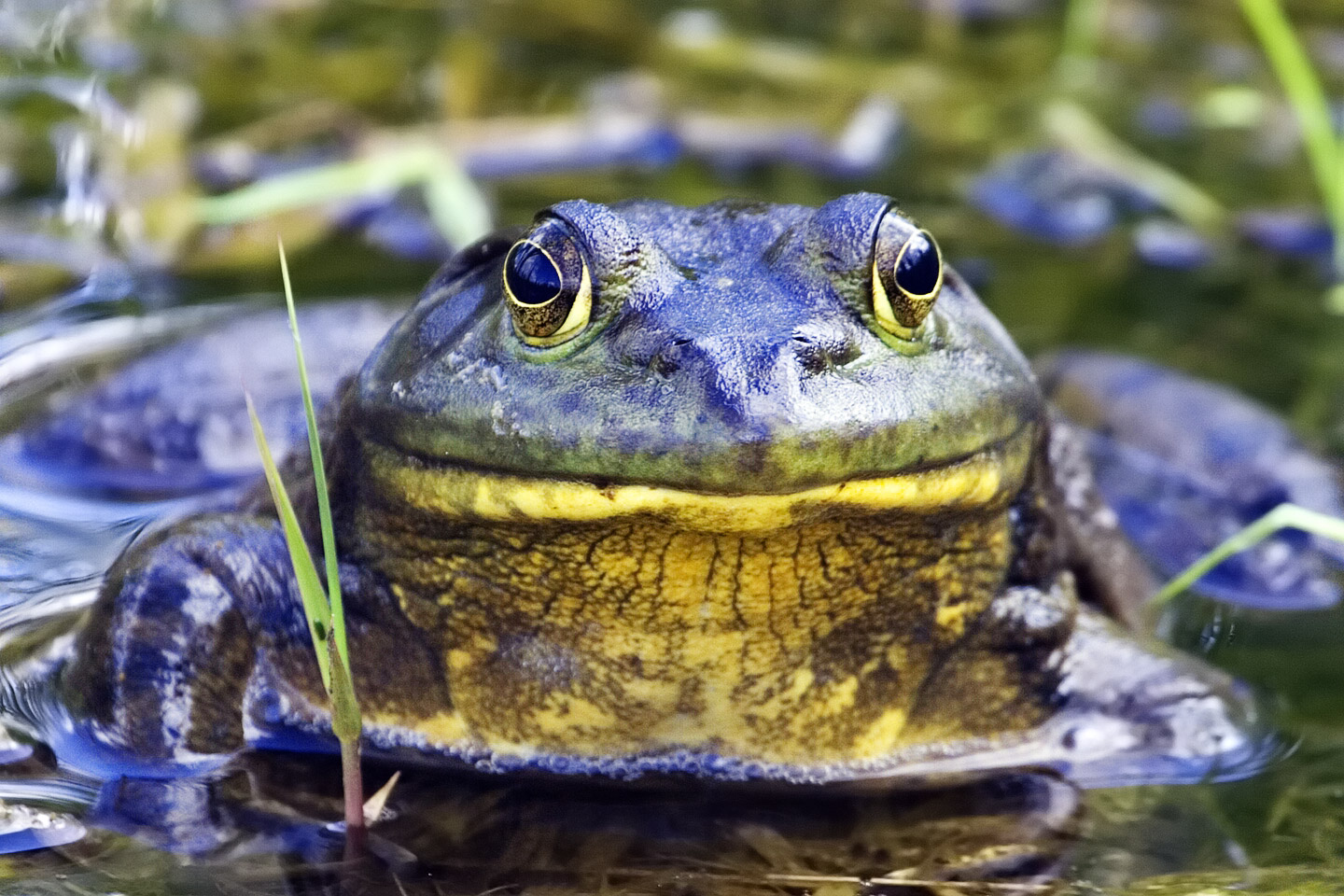
ضفدع في موطن مائي نموذجي

### التناسل
يكون التخصيب خارجيًا في ضفادع العُلجوم (ranid frogs). وخلال عملية عناق التزاوج، أو التعناق (amplexus)، يمتطي الذكر قمة الأنثى، معانقًا لها بوضع أطرافه الأمامية خلف أطرافها الأمامية. وتقوم أنثى الضفدع الثور بوضع بيضها في المياة ثم يقوم الذكر على الفور بإفراز سائله المنوي.
ويبدأ التكاثر في أواخر الربيع أو في بداية الصيف. حيث تقوم الذكور بتوفير الحماية والنقيق من شتى الأماكن، حتى تجذب الأنثى في مكان ما للقيام بالتزاوج. ويُذكّرنا النقيق بخوار الثور، ومن هنا جاء الاسم الشهير للضفدع. وقد تضع الأنثى ما يصل إلى 20000 بيضة في الحَضْنة الواحدة.

### النمو والتطور

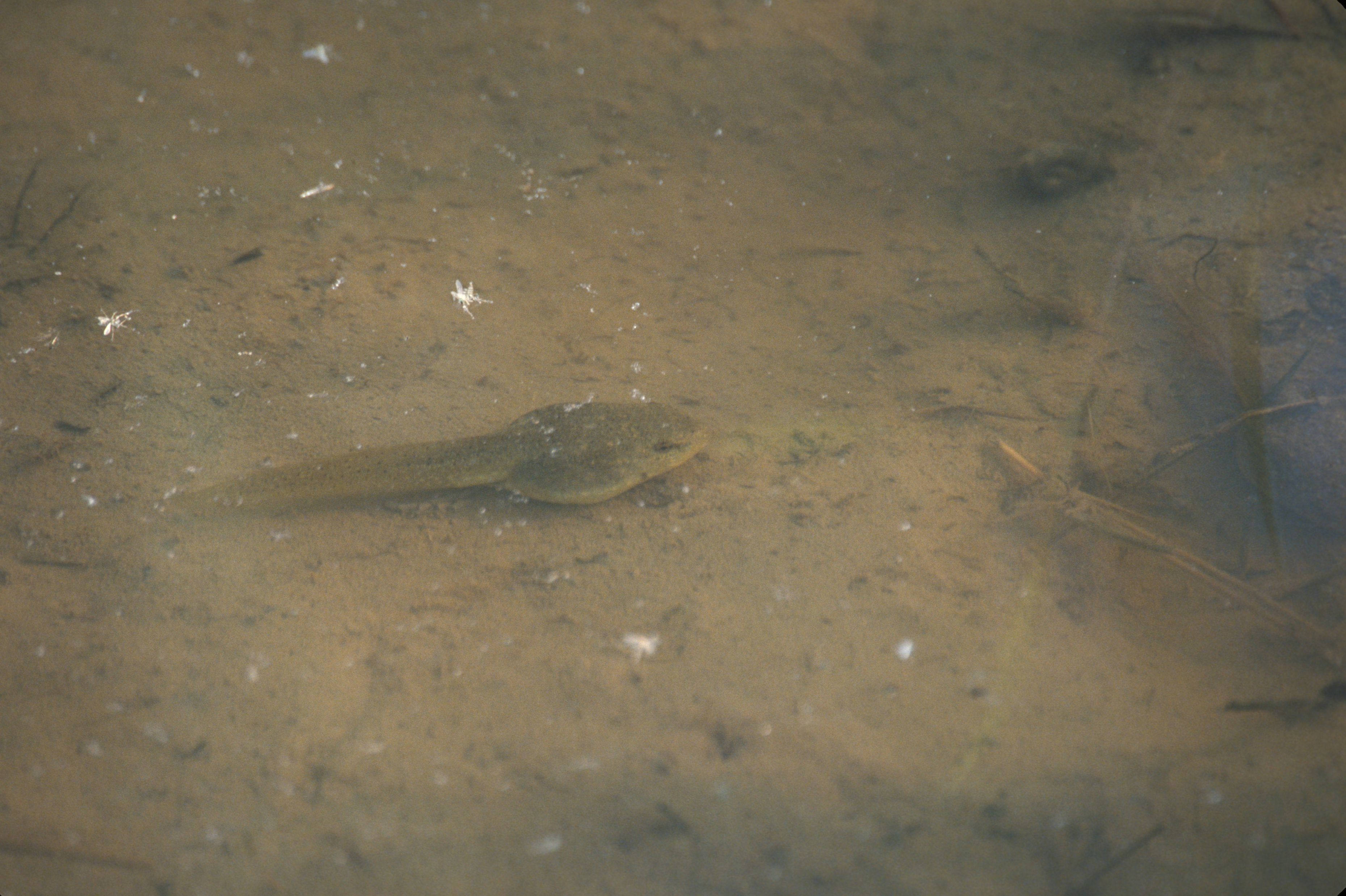
الشُّرْغوف (Tadpole)

يفقس البيض خلال فترة تتراوح من ثلاثة إلى خمسة أيام. ويتراوح وقت عملية الاستحالة (metamorphosis) من بضعة أشهر في الأجزاء الجنوبية وحتى ثلاث سنوات في الأجزاء الشمالية للمجال الجغرافي.
ويقدر الحد الأقصى للعمر في البريّة من ثمان لعشر سنوات، بيد أن الأنواع المحتجزة عاشت لما يقرب من 16 عامًا.

### التغذية
(parietal eye)

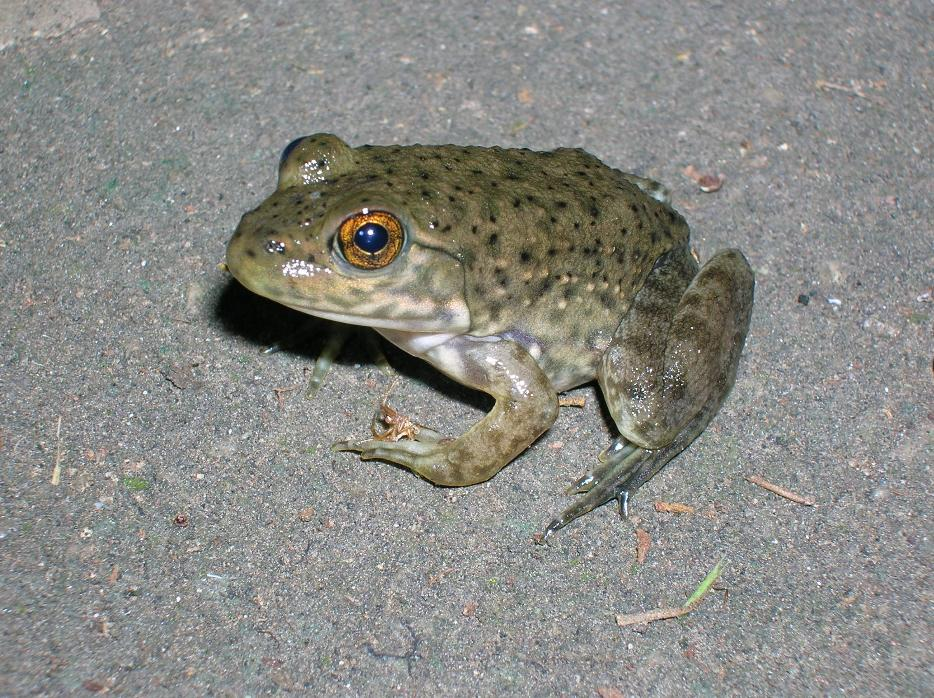
ضفدع يافع ذو منطقة بيضاوية رمادية صغيرة في قمة الرأس، تُعرف باسم العين الحدارية

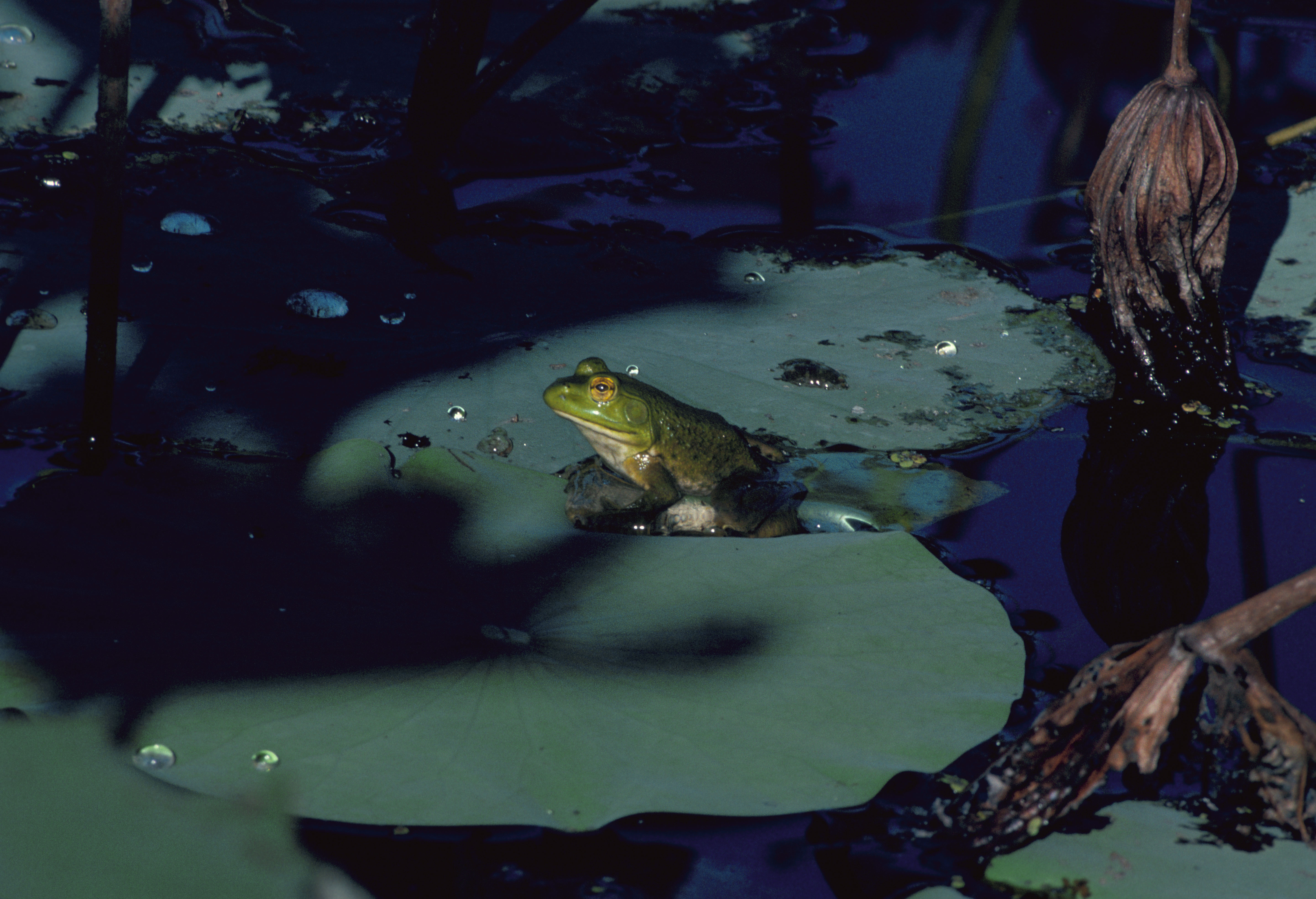
الموطِن الطبيعي

تقترح الدراسات التي أجريت على محتوى المعدة والتي يعود تاريخها إلى عام 1913 أن الضفدع الثور يفترس أي حيوان يتمكن من هزيمته ثم يعصره في حلقه. وقد تم التوصل إلى أن مِعدات ضفدع الثور تحتوي على القوارض والسلاحف والثعابين والضفادع (بما في ذلك ضفادع الثور) والطيور والخفافيش الصغيرة، فضلاً عن العديد من اللافقاريات، مثل الحشرات، التي تُمثل الغذاء المألوف لضفادع العُلجوم. وقد أظهرت الدراسات من ناحية أخرى أن غذاء ضفدع الثور يمثل نوعًا فريدًا بين ضفادع الرنا التي توجد في أمريكا الشمالية في احتوائها على نسب كبيرة من الحيوانات المائية، مثل، السمك والشُّرْغوف والحلزونات المُقوقعة المستوية (planorbid snails) والخنافس المِفصلية (dytiscid beetles). وتشمل القدرة الاستثنائية التي تتمتع بها الضفادع الثور في اصطياد الفريسة القوية الغائِصة والكبيرة نمطًا حركيًا مسموعًا للقضم يتبع عملية الجذب الأولية والنموذجية للسان العُلجوم. وتتألف عملية التكيف لاستهداف إزاحة الصورة نتيجة لانكسار الضوء عند سطح تلاقي الماء والهواء من طريقة استخدام ضفادع الثور لسطح اللسان خلف الموقع الملموس لاستهداف الفريسة بطريقة نسبية. كما تم توضيح القدرة النسبية لضفادع الثور في الإيقاع بالفريسة الغائصة، مقارنة بالضفدع الأخضر والضفدع المرقط (leopard frog) وضفدع الخشب (والمعروفة باسم رنا كلاميتانس (R. clamitans) ورنا بايبنز (R. pipiens) ورنا سليفاتيكا (R. sylvatica) على التوالي) في التجارب المعملية.
وتحدد حركة الفريسة السلوك الغذائي. حيث يقوم الضفدع في المقام الأول، عند الضرورة، بعمل دوران بدني أحادي ينتهي بتوجه الضفدع تجاه الفريسة، تعقبه قفزات الاقتراب، إذا دعت الحاجة لذلك. وبمجرد الوصول للمسافة المناسبة للانقضاض على الفريسة، يقوم الضفدع الثور بإطلاق وسائل الانقضاض للحصول على الغذاء والتي تتكون من حركة انقضاضية (يتم قفل العينين أثناء القفز) تنتهي بفتح الفم وفرد لسان ضخم مغطى بسائل مخاطي على الفريسة، وغالبًا ما يتم ابتلاعها، بينما يتابع الفكين زحفهما للأمام إلى أن يتم قفلهما (القضم) على بعد مدى قريب من الموقع الأوّلي للفريسة، وعند رجوع اللسان للفم يتم الحصول على الفريسة. أما الفريسة كبيرة الحجم التي لا يمكن دخولها كاملة إلى الفم فيتم ابتلاعها على مراحل باستخدام الساعدين. وخلال عمليات المراقبة المعملية، تم التوصل إلى أن ضفادع الثور التي تأكل الفئران تسحب الفريسة بفمها تحت سطح الماء، وهو أمر يتمتع بنتائج مفيدة تتمثل في تحويل دفاع الفأر من الهجوم المضاد إلى مقاومة نقص الهواء. وتعد الأسنان الصغيرة لضفادع الثور مفيدة فقط في عملية التشبث بالفريسة. ويعد الاختناق السبب الأكثر احتمالاً لموت فريسة الضفدع الثور المنتمية لماصّات الحرارة (ذوات الدم الحار).

## الاستخدام البشري

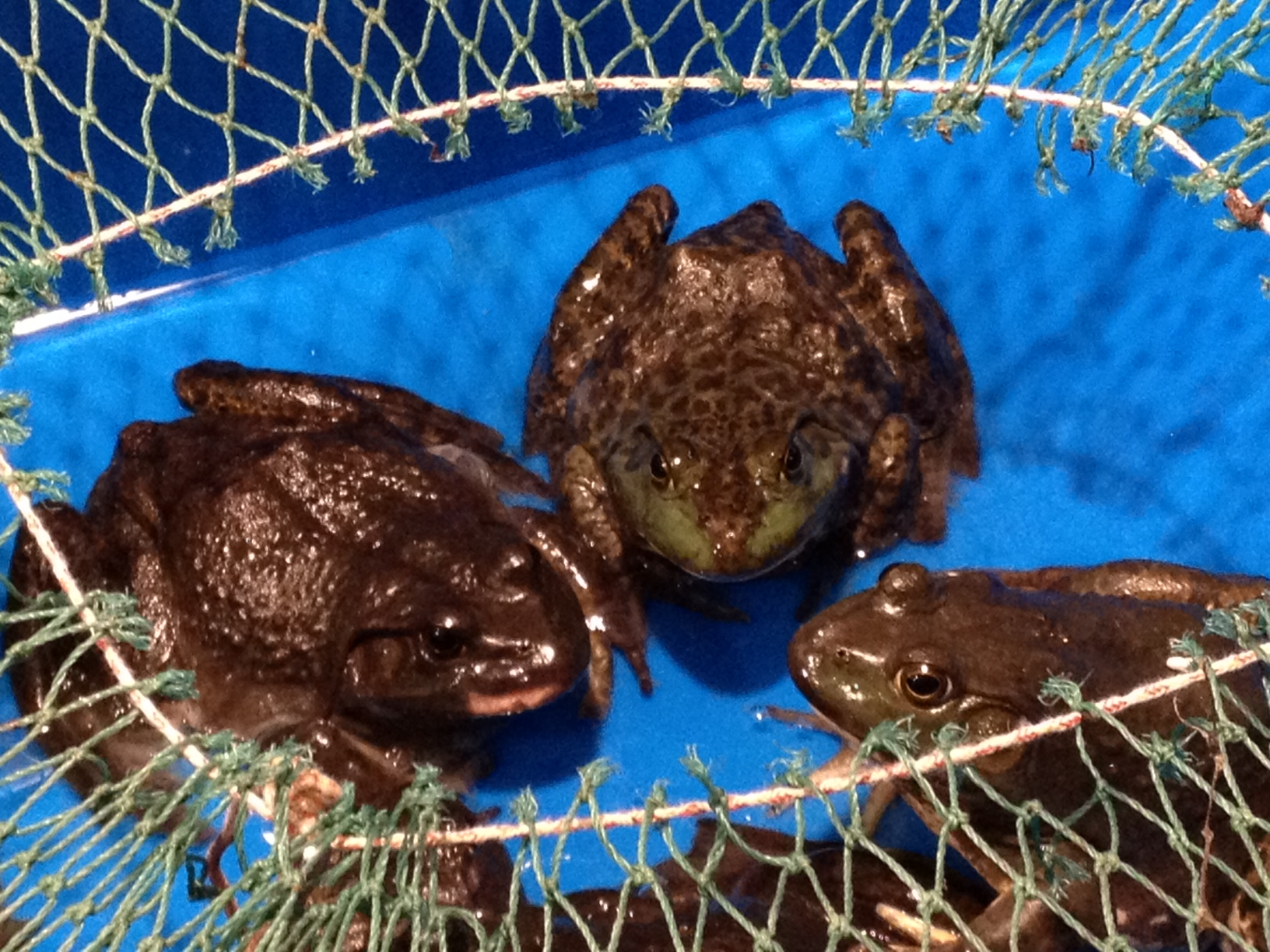
الضفادع الثور في الأسواق الصينية

على الرغم من اقتنائها أحيانًا كحيوانات أليفة، يوفر الضفدع الثور الأمريكي مصدرًا غذائيًا، وبصفة خاصة في ولايات الجنوب الأمريكي وفي بعض مناطق ولايات الوسط الغربي الأمريكي. وفي بضعة أماكن، يتم تربيتها لأغراض تجارية في البِرك، بيد أن الطريقة المألوفة في اصطيادها تتمثل في التجديف أو الإبحار بهدوء باستخدام الكَنْوُ (canoe) أو القارب المُسطّح في الجداول المائية أو المستنقعات ليلاً، وعند سماع نقيق الضفدع، يتم تسليط الضوء على الضفدع لتثبيته مؤقتًا. ولن يغوص الضفدع إلى مستوى مائي أكثر عمقًا طالما أن الحركة بطيئة وعلى منوال ثابت. وعند الاقتراب منها بقدر كافٍ، يتم اصطيادها وإخراجها إلى القارب. وفي بعض الولايات، يعد تشويه جلد الضفادع أثناء اصطيادها غير شرعي، سواء تم استخدام آلات الصيد أو الصيد اليدوي. وتمثل الأرجل الخلفية فقط الأجزاء التي يمكن تناولها، والتي تشبه الدواجن فضلاً عن أظهر الضفادع في بعض الأحيان والتي يتم تناولها مقلية.
كما يتم استخدام الضفدع الثور الأمريكي كعينة للتشريح في العديد من الجامعات في جميع أنحاء العالم.
ويعد الضفدع الثور الأمريكي الكائن البرمائي المميِّز لولايات آيوا وميزوري وأوكلاهوما.
وقد ظهر الضفدع الثور الأمريكي في العديد من بلدان ومناطق العالم مثل كوريا الجنوبية وأوربا الغربية والبرازيل وكولومبيا وأستراليا، حيث أصبح مصدر إزعاج للبيئة الطبيعية في هذه البلدان نظرًا للإقبال عليه بكثرة كمقبلات. كما أنها تُباع كطعام في الصين.
كما تم إدخال سلالة الضفدع الثور الأمريكي على نطاق واسع في معظم الولايات الغربية، حيث أصبحت أكثر شيوعا في الوقت الحالي، وخاصة في كاليفورنيا، وباتت تمثل تهديدا خطيرا على الأصناف الطبيعية، مثل ضفدع كاليفورنيا ذو الأرجل الحمراء (California Red-legged Frog) نظرا لعدوانيتها وافتراسها للحيوانات الأصغر منها حجمًا. وتعتبر هذه الضفادع عاملاً لانخفاض أعداد الضفادع ذات الأرجل الحمراء.

## وصلات خارجية
- Herps of Texas: Rana catesbeiana
- British Columbia Frog Watch Program: Bull Frog Fact Sheet
- Bullfrog at allaboutfrogs.com
- Bullfrog recordings